# ¿De qué se ríen los españoles?
¿De qué se ríen los españoles? es un mini-LP de Hidrogenesse.
¿De qué se ríen los españoles? es un disco de Hidrogenesse con canciones inspiradas en las obras de la exposición «Humor absurdo: una constelación del disparate en España» del Centro de Arte Dos de Mayo. En la exposición se recogen diferentes piezas (textos, cómic, pintura, vídeos) representativas del humor absurdo español, como Ramón Gómez de la Serna, Muchachada Nui, Martes y Trece y Faemino y Cansado.
Hidrogenesse recibieron el encargo de la comisaria de la exposición Mery Cuesta para crear una pieza musical en torno a la obras de la exposición y de ahí salieron las canciones del disco.
En el disco participan haciendo coros Elsa de Alfonso, Marc Ribera (Doble Pletina) y Xoxé Tétano (Los Ganglios).
Las cuatro primeras canciones están mezcladas y suenan seguidas tal y como están expuestas en la instalación de la exposición: «Rubianes en el espacio», «Empanadilla de Móstoles», «¿De qué se ríen los españoles?», «Pasodoble de los esqueletos»)
Hidrogenesse armonizan la intervención de María Dolores de la Fe en el programa “Directísimo” de 1975 bajo el nombre “S. U. S. (Colón era una mujer)”  y hacen una versión del “Pasodoble de los esqueletos”, un pasodoble de 1935 que aparece en la película que parodia las películas de terror “Una de miedo” del cineasta Eduardo García Maroto y que cuenta con el videoclip realizado por Xoxé Tétano (Los Ganglios).

## Lista de canciones
1. "Rubianes En El Espacio" - 2:10
2. "Empanadilla De Móstoles" - 2:49
3. "¿De Qué Se Ríen Los Españoles?" - 5:08
4. "Pasodoble De Los Esqueletos" - 1:48
5. "Empanadilla De Móstoles (A Capella)" - 1:51
6. "S. U. S. (Colón Era Una Mujer)" - 1:35
7. "¿De Qué Se Ríen Los Españoles? (Remix)" - 4:30
8. "Organillo Sin Manivela (Tema)" - 2:08